# Ишимский водохозяйственный бассейн

Водохозяйственные бассейны Республики Казахстан

Ишимский водохозяйственный бассейн — водохозяйственный бассейн Республики Казахстан, находящийся на севере республики.
Площадь бассейна около 245 тыс. км². На территории Ишимского водохозяйственного бассейна проживают 1,9 млн человек.
Водный фонд составляет — 5,34 км³ (один из наименее обеспеченных водными ресурсами бассейн Казахстана).
Поступлений воды из сопредельных территорий нет. В пределах бассейна формируется 2,2 км³.
|                | Распределение запасов пресной воды |
| -------------- | ---------------------------------- |
| Озёра          | 55 %                               |
| Водохранилища  | 7 %                                |
| Сток рек       | 34 %                               |
| Подземные воды | 4 %                                |
| Ледники        | 0 %                                |

Основной водной артерией является река Ишим с притоками: Колутон, Жабай, Терисаккан, Акканбурлык и Иманбурлык. Реки берут начало на возвышенности Кокшетау и в горах Улытау.
Особенностью рек бассейна является неравномерность распределения стока не только по сезонам года, но и по годам. Расходы воды в разные годы могут различаться в сотни раз, что значительно осложняет хозяйственное использование ресурсов этих рек.